# 侯曜

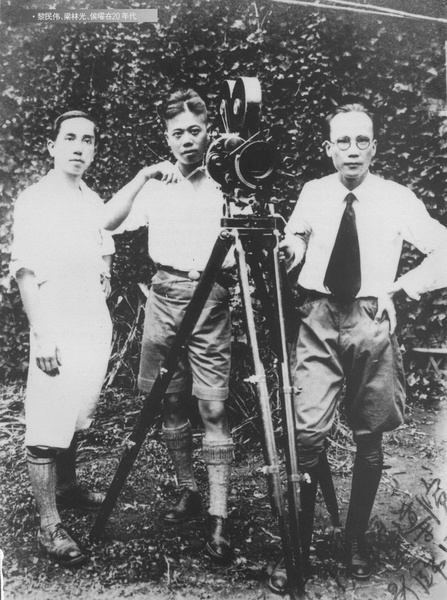
黎民伟、梁林光、侯曜在20年代

侯曜（1903年—1942年），字一星，号东明，中国電影導演、編劇。中國電影界第一代導演，中國早期電影理論的拓荒者之一。廣東番禺人。

## 经历
早年考入南京高等師範學校（民國12年併入國立東南大學），民國14年畢業於東大教育學系。大學時是南高與東大文學研究會的成員。
東大畢業前夕，將他的舞臺劇《棄婦》改編為電影劇本，合作編導為長製造畫片公司的第一部電影，畢業後加入上海長城公司，任編劇主任兼導演，開始了電影生涯。在長城影片公司執導《春閨夢裡人》、《摘星之女》、《偽君子》等影片。1926年加入黎民偉創辦的民新影片公司，編導了《海角詩人》、《西廂記》、《和平之神》、《故宫新怨》、《木蘭從軍》等影片。
1933年赴港，曾任編輯工作，並創辦文化影業公司。1938年加入南洋影業公司，主要作品有《叱吒風雲》、《血肉長城》、《最後關頭》、《太平洋上的風雲》等。1940年受邵逸夫之邀赴新加坡拍片，1942年被佔領新加坡的日軍以抗日、攝製抗日影片罪名杀害。侯曜被處死的情形亦慘無人道，根據亞洲電視節目「解密百年香港」所述，他在監獄內全身由頭至腳被日軍塗上黑色的油漆，因油漆乾透後阻隔了皮膚上毛孔的吸收，侯曜因此而被活活悶死，享年39歲。
侯曜所著《影戲劇本作法》一書是中國最早的電影劇作專著。所導演的《西廂記》是最早在包括西方國家在内的外國影院公映的中國影片。

## 家庭
侯曜有两任妻子，第一任妻子濮舜卿，是南京高等師範學校读书时同学。第二任妻子尹海灵，是其编剧女助手，但他并没有和濮舜卿正式离婚。